# Pterocheilus dives
Pterocheilus dives är en stekelart som beskrevs av Rad. 1876. Pterocheilus dives ingår i släktet palpgetingar, och familjen Eumenidae. Inga underarter finns listade i Catalogue of Life.